# Димитър Лалев
 Тази статия е за художника.  За шахматиста вижте Димитър Лалев (шахматист).  
Димитър Лалев е български художник.

## Биография
Роден на 14 септември 1953 г. в Карлово. През 1981 година завършва Художествената академия, специалност „стенопис“ при проф. Мито Гановски. Носител е на първа награда за живопис от национална изложба в Плевен през 1983 г. и на втора награда от националната изложба в София през 1985 г. Има реализирани 6 стенописни платна в България.